# Тарсиа, Антонио
Антонио Тарсиа, также Антонио Тарсия (итал. Antonio Tarsia; 1662, Венеция — 1739, Венеция) — итальянский скульптор венецианской школы, представитель позднего барокко и раннего неоклассицизма.
Тарсиа создавал скульптуры для алтарей и фасадов многих венецианских церквей: Сан-Стае, Сан-Видаль, Сан-Джорджо-Маджоре. Он создал главный алтарь церкви Санта-Мария-Ассунта-ин-Лорео. Тарсиа принимал заказы на изготовление садово-парковой скульптуры для вилл Джованелли, Новента-Падована, Контарини. Шедевром скульптора считается величественный памятник семьи Валье (Valier) в венецианской церкви Санти-Джованни-э-Паоло, где изысканные скульптуры дополнены цветом благодаря умелому использованию полихромного мрамора.
Антонио Тарсиа известен в России. В 1716—1717 годах по заказу С. Л. Рагузинского, доверенного лица русского царя Петра I, Антонио Тарсиа выполнил для Летнего сада в Санкт-Петербурге две статуи в натуральную величину: «Рок» и «Немезида». Другие произведения Тарсиа находятся в Екатерининском парке Царского Села, в Петергофе, Государственном Эрмитаже, Музее Виктории и Альберта в Лондоне. С 2012 года в Летнем саду установлены копии, выполненные из искусственного мрамора. Оригиналы отреставрированы и перемещены в помещения Михайловского замка в Санкт-Петербурге на постоянное хранение (в 1991 году Михайловский замок вошёл в состав Государственного Русского музея).
Учеником Тарсиа был талантливый скульптор Антонио Коррадини. Антонио Тарсиа умер в 1739 году.
Сын скульптора, Джованни Баттиста, или Бартоломео, Тарсиа (1690—1765) — живописец- декоратор, впервые приехал в Россию в последние годы царствования Петра Великого. Работал в 1722—1726 и 1735—1756 годах. Расписывал плафоны в Летнем и Зимнем дворце в Санкт-Петербурге и в Большом Петергофском дворце. Преподавал рисование в Гравировальной палате Академии наук.

## Избранные произведения
- «Юность» (с обезьяной) — скульптура находилась в Летнем Саду (в настоящее время в Михайловском замке, в Летнем саду установлена копия)
- «Немезида» — скульптура была установлена в Летнем Саду (в настоящее время в Михайловском замке, в Летнем саду установлена копия)
- «Рок» — скульптура для Летнего сада. Михайловский замок
- «Юпитер» — скульптура в собрании Государственного Эрмитажа. Считалась утраченной на протяжении долгого времени. В 2014 году математик и коллекционер Ю. Ш. Абрамов[5] передал статую в дар Эрмитажу[6]
- «Иола» — скульптура установлена в парке Царского Села[7]
- «Юнона» — скульптура в Национальном художественном музее Республики Беларусь
- «Марс», «Диана» — скульптуры в Серпуховском историко-художественном музее
- Серия из шести «малых» статуй богов: «Юнона», «Юпитер», «Марс», «Венера», «Аполлон», «Диана».

### Галерея
- Аллегорическая фигура "Изобилие". Мавзолей семьи Валье в соборе Санти-Джованни-э-Паоло. Венеция
- «Юнона». 1716. Мрамор. Национальный художественный музей Республики Беларусь
- Статуя «Немезида». Летний сад, Главная аллея, первая площадка (копия)
- Статуя «Рок». Летний сад. Главная аллея, первая площадка (копия).
- Статуя «Юность» (с обезьяной). Летний сад, Школьная аллея (копия)
- Обезьяна статуи «Юность» (деталь скульптурной композиции)
- Бюст «Аллегория дня». Летний сад (копия)
- Статуя «Нептун». Нижний парк, ГМЗ «Петергоф»
- Статуя «Нимфа». Нижний парк, ГМЗ «Петергоф»
- Статуя «Тритон». Нижний парк, ГМЗ «Петергоф»
- Статуя «Андромеда». Екатерининский парк, ГМЗ «Царское Село»
- Статуя «Аполлон». Екатерининский парк, ГМЗ «Царское Село»
- Статуя «Воинская доблесть». Екатерининский парк, ГМЗ «Царское Село»
- Статуя «Геракл/Геркулес». Екатерининский парк, ГМЗ «Царское Село»
- Статуя «Давид». Екатерининский парк, ГМЗ «Царское Село»
- Статуя «Иола». Екатерининский парк, павильон «Грот» ГМЗ «Царское Село»
- Статуя «Марс». Екатерининский парк, ГМЗ «Царское Село»
- Статуя «Персей». Екатерининский парк, ГМЗ «Царское Село»
- Бюст «Юпитер». Екатерининский парк, павильон «Грот» ГМЗ «Царское Село»
- Статуя «Юпитер». Государственный Эрмитаж

## Серия из шести статуй богов на выставке «Скульптура из коллекций Петра Великого» в Санкт-Петербурге, 2022
В период с 24 сентября по 13 ноября 2022 г. в рамках Года Петра Великого в санкт-петербургском Эрмитаже проводилась выставка «Скульптура из коллекций Петра Великого», на которой впервые с XVIII столетия экспонировалась серия из шесть статуй античных богов работы Антонио Тарсиа, приобретённая в 1718 г. в Венеции графом Саввой Лукичём Рагузинским-Владиславичем, агентом Петра I, специально для Екатерины I. Статуи изготовлены из мрамора в 1717—1718 гг. как «малые», имеющие высоту чуть менее метра, и изображают пары древних богов и богинь: Юпитера и Юнону, Марса и Венеру, Аполлона и Диану.
Статуи были отправлены 8 (19) июня 1718 из Венеции на военном корабле «Армонт», который с большой задержкой прибыл в Кронштадт 17 (28) мая 1719. Небольшого размера статуи со временем попали в Грот Летнего сада и находились там вплоть до 1801 года, когда было принято решение на месте обветшавшего Грота построить другой павильон. При вывозе статуй из Грота произошло разделение серии. В настоящее время статуи «Аполлон», «Венера», «Юпитер» и «Юнона» хранятся в Государственном Эрмитаже, а «Марс» и «Диана» — в Серпуховском историко-художественном музее.